# Русские в Сербии

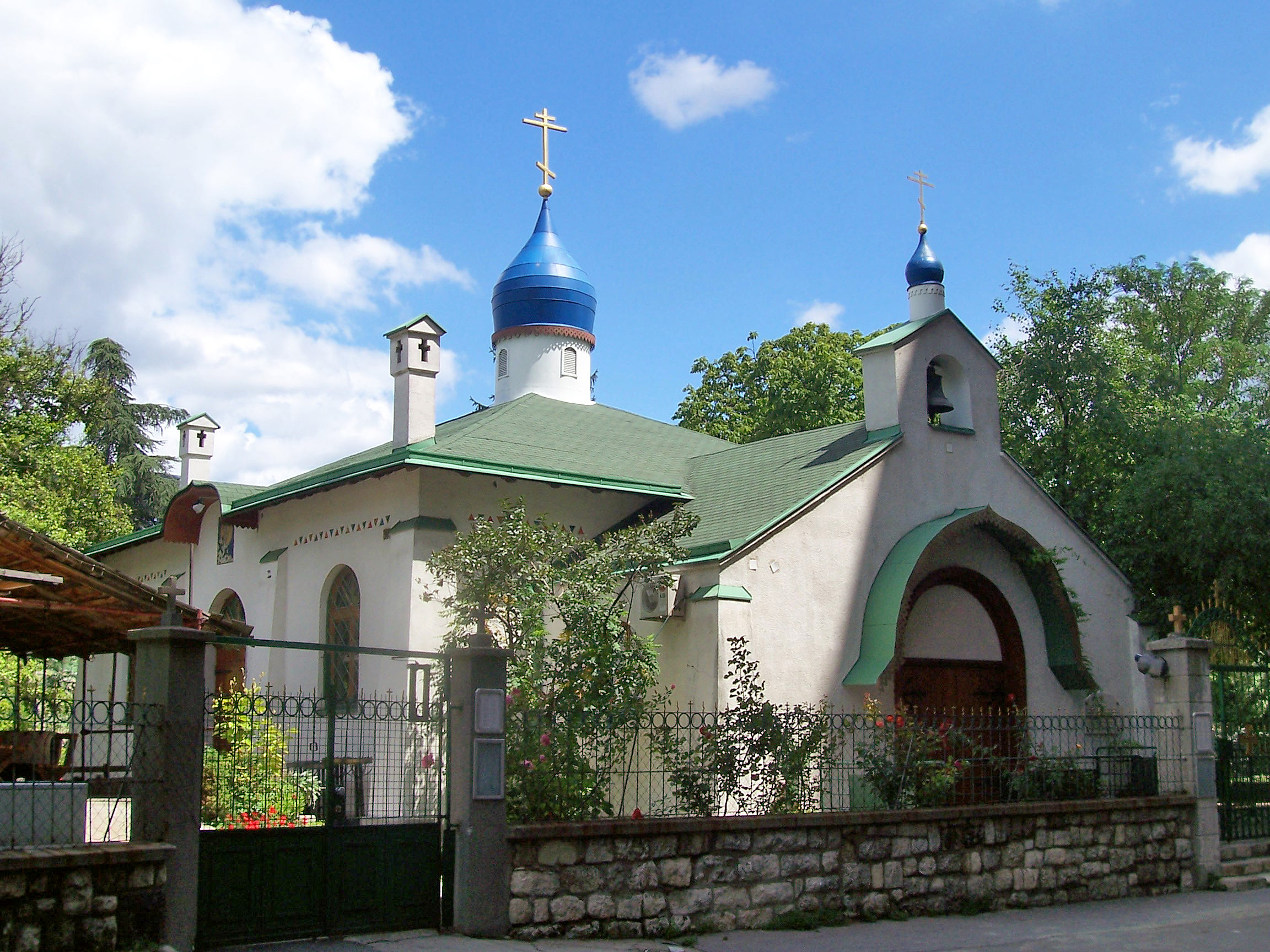
Русская православная церковь в Белграде

Русские в Сербии (серб. Руси у Србији) — часть русской диаспоры, проживающая в Сербии. Численность русских в Сербии по переписи населения 2022 года — 10 486 человек. В указанное число входят граждане Сербии русского происхождения и иностранные граждане русского происхождения, проживающие в стране в течение года и более.
Первыми русскими, переселившимися в Сербию, были казаки-некрасовцы в начале XVIII века. Крупная миграция в Королевство СХС произошла в 1919—1920 годах в связи с Октябрьской революцией в России и последовавшей за ней Гражданской войной. В период между мировыми войнами в Сербию продолжали переселяться отдельные группы русских беженцев; в 1921 году их число достигло 42 500. С 1920-х до середины 1930-х годов митрополит Антоний Храповицкий, которому была предоставлена резиденция в Сремских Карловцах, возглавлял Русскую православную церковь заграницей.
После освобождения Сербии в 1944 году ситуация для русской диаспоры стала опасной: часть эмигрантов покинула страну, спасаясь от «Смерш», все русские культурные и образовательные учреждения были закрыты. В титовской Югославии с 1948 года после конфликта с СССР по 1960-е годы русские эмигранты подвергались гонениям и преследованиям. С 1960-х годов они прекратились, и в Сербию прибыла новая советская волна русских мигрантов, а в 1990-е годы — российская. Новая крупная волна миграции началась в 2022 году в связи с вторжением России на Украину. С его начала в феврале 2022 года до конца апреля 2023 года в Сербию въехало более 370 тысяч россиян. Не менее 30 тысяч из них получили разрешение на временное проживание. На февраль 2024 года число проживающих в Сербии россиян оценивалось в 150 тысяч человек.

## История

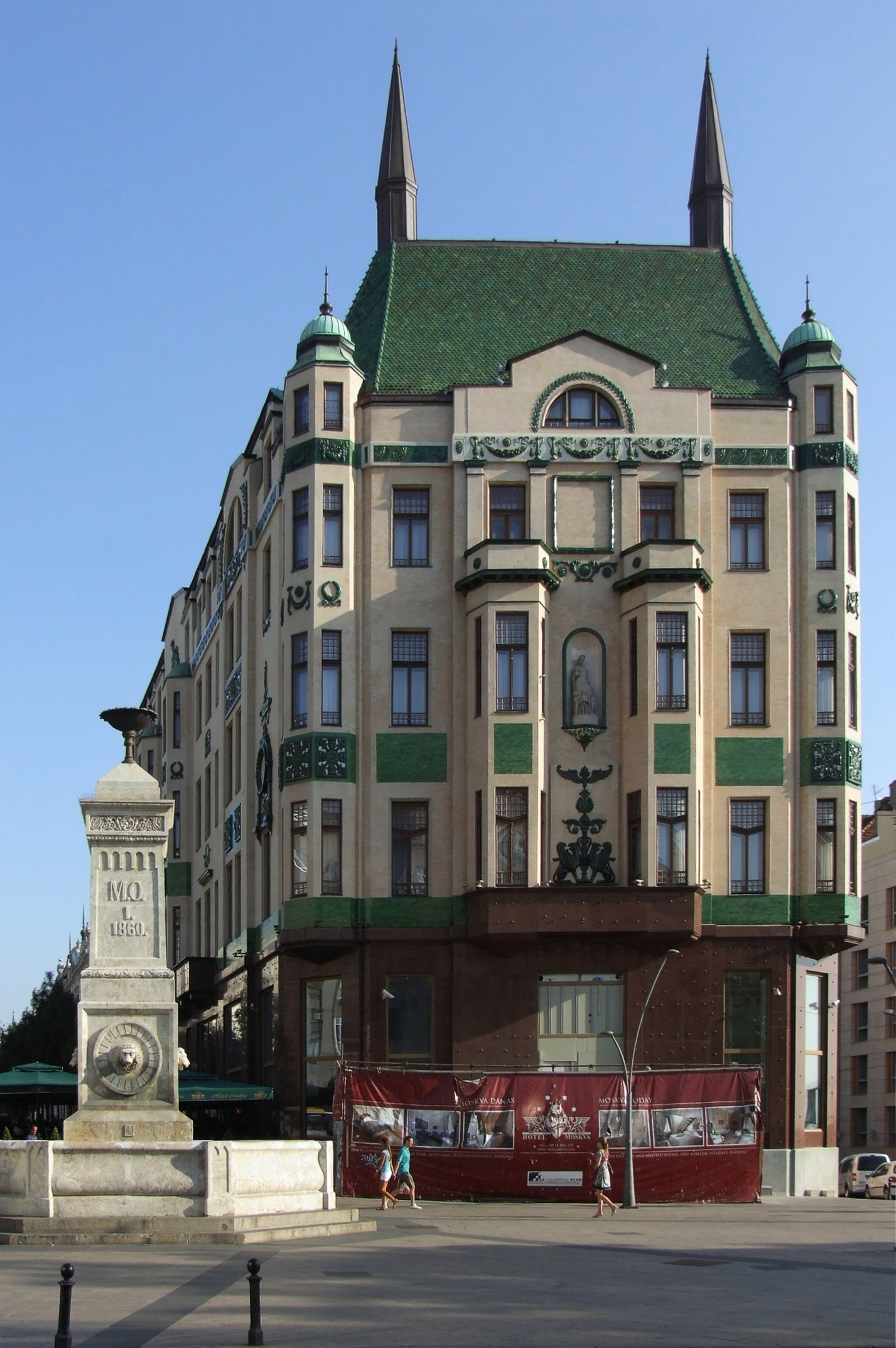
Гостиница «Москва» в центре Белграда

Первые русские, постоянно проживающие на территории нынешней Сербии, — переселившиеся на территории Османской империи в начале XVIII века казаки — некрасовцы на территории Баната, которые в 1779 вошли в состав Королевства Венгрия (впоследствии Австро-Венгрия).
Первые русские, постоянно проживавшие на территории Сербии, появились вскоре после возрождения сербской государственности в составе Османской империи, после Второго сербского восстания (1815—1817), в 1820-х годах. Согласно переписи Княжества Сербии от 1854 года, в стране проживало 998 919 человек, 12 из них было русскими. Согласно переписи Королевства Сербии от 1884 года, в стране проживало 1 901 336 подданных, 59 из которых были русскими.

### Первая волна эмиграции (весна 1919)
Массовое переселение русских в Сербию связано с Октябрьской революцией 1917 года и последовавшей за ней Гражданской войной в России. Король Александр I Карагеоргиевич был покровителем русской белой эмиграции.
Покинув Одессу 3—6 апреля, первая основная крупная группа беженцев из России (около 1600 человек) прибыла в Королевство сербов, хорватов и словенцев в мае 1919 года. Некоторые эмигранты переселились в Сербию позднее, спустя несколько лет, пожив в других государствах Европы.
К этой волне эмиграции относятся:
- Колесников, Степан Фёдорович (1879—1955) — художник;
- Краснов, Николай Петрович (1864—1939) — архитектор;
- Кузьмина-Караваева, Елизавета Юрьевна (1891—1945) — поэтесса, философ, публицист, общественный и религиозный деятель. В 1923 эмигрировала в Париж.
- Ионин, Юрий Львович (1882—1952) — актёр, театральный режиссёр, педагог.
- Кишенский, Дмитрий Павлович (1858—1931) — профессор, доктор медицины. В 1923 году эмигрировал в Прагу.

Значительная часть эмигрантов первой волны позднее переселилась далее в другие страны Европы. По оценкам профессора М. Йовановича, к началу 1930-х годов в Королевстве сербов, хорватов и словенцев от первой волны осталось проживать несколько сотен русских переселенцев.

### Вторая волна эмиграции (зима—весна 1920)
В январе 1920 года власти Королевства СХС дали согласие на приём новой группы мигрантов из России численностью 8000 человек. Первые группы стали прибывать в конце января, основная часть беженцев достигла Сербии в марте-апреле, но и в течение лета 1920 года продолжался приток новых групп переселенцев из России.

### Третья волна эмиграции (ноябрь—декабрь 1920)
Разгром Белого движения в России привёл к массовому исходу противников большевиков из Советской России. Королевство сербов, хорватов и словенцев согласилось принять 20 000 русских эмигрантов, которые достигли берегов страны в ноябре—декабре 1920 года, значительная часть которых прибыла из Константинополя и лагеря в Галлиполи.

### Межвоенный период
В дальнейшем на территорию Сербии продолжали переселяться отдельные группы русских беженцев (под термином понимались представители любого этноса с территории России). Например, в конце 1922 года из санаториев Константинополя было перевезено 983 русских инвалида, в феврале 1924 года — из Шанхая принято 367 учащихся Хабаровского кадетского корпуса и 21 офицер Дальневосточной армии.
По оценкам, в конце 1920 года в Королевстве СХС проживало около 31 000 русских эмигрантов, в конце 1921 года — 42 500 беженцев из России. Во второй половине 1920-х годов, из-за переселения в другие страны и естественной убыли (смертность превышала рождаемость), число русских беженцев снизилось и стабилизировалось в Югославии на уровне 32—35 тысяч человек. Более 2/3 из них проживало в Сербии.
23 июня 1928 г. был основан Русский научный институт в Белграде, в работе которого принимали участие более 100 русских ученых-эмигрантов (закрыт в 1941 г.). 
Осенью 1928 года в Белграде прошел Первый съезд русских писателей, организованный королём Югославии Александром I Карагеоргиевичем.
С 1921 года в сербских Сремских Карловцах находилось эмигрантское русское церковное управление (впоследствии РПЦЗ) в главе с митрополитом Киевским Антонием Храповицким (Архиерейский Собор Сербской Церкви 31 августа 1921 года принял решение о предоставлении Высшему Церковному Управлению митрополита Антония Храповицкого административно независимой юрисдикции в отношении русского эмигрантского духовенства за пределами Королевства СХС, а также русского духовенства в Королевстве СХС, которое не состоит на государственной службе или в Сербской Церкви). До своей смерти в 1936 году митрополит Антоний Храповицкий был фактическим возглавителем всех русских беженцев в Югославии, также притязая на роль духовного вождя всего русского зарубежья. Однако, при его преемнике митрополите Анастасии (также проживавшем до сентября 1944 года в Сремских Карловцах) произошло смещение реального центра влияния в РПЦЗ из Карловцев в Берлин: с февраля 1938 года власти Германии, которые поставили во главе Берлинской епархии этнического немца епископа Серафима Ляде и оказали значительную материальную помощь русским приходам в Германии, стали ультимативно требовать подчинения всех русских приходов на территориях под германским контролем епископу Серафиму.

### Вторая мировая война и после
В годы Второй мировой войны число русских в Сербии составляло около 20 000 человек, большинство которых было настроено антикоммунистически и антисоветски.
В сентябре 1941 года, поддержав инициативу генерал-майора М. Ф. Скородумова, германские власти позволили создать Русский корпус, в котором за годы войны успело послужить не менее 3 тысяч русских эмигрантов из Югославии (корпус вскоре перешёл под командование генерала Бориса Штейфона). Тем не менее, к немецким оккупационным властям подавляющая часть относилась негативно. После освобождения Сербии осенью 1944 года ситуация стала опасной для русской диаспоры в Сербии — около трети самых активных и молодых русских эмигрантов покинуло страну, спасаясь от СМЕРШа, а все русские культурные и образовательные учреждения были закрыты. После 1944 года русская эмиграция в Сербии прекращает свою жизнь как единый общественно-культурный организм. Окончательно добил русскую эмиграцию в Югославии (а значит, и в Сербии) разрыв между Тито и Сталиным 1948 года. Примечательно, что первая жесткая нота сталинского МИД (не партийная, а государственная критика СССР по адресу Югославии) была отправлена в Белград именно в связи с нарушениями прав и преследованиями русских эмигрантов.
В 1948—1953 годах русские эмигранты увольнялись с работы, задерживались и избивались органами правопорядка титовской Югославии. В результате произошел «второй исход», окончательно переломивший судьбу русских эмигрантов. Оставшиеся жили в дисперсном состоянии, опасались поддерживать контакты друг с другом, их дети не говорили в массе своей по-русски, и в случае происхождения из смешанных браков старались не декларировать себя русскими. В результате процесс ассимиляции сделал своё дело, — в современной Сербии потомки русских эмигрантов, рождённые после 1953 года, не говорят, как правило, по-русски, и не декларируют себя русскими.
Эти гонения прекратились сразу же после ликвидации политического давления со стороны режима Тито, примирившегося с СССР после смерти Сталина. С 1960-х годов в Сербию стали активно прибывать русские жены сербских мужей, ставшие следующей, «советской» волной эмиграции. Многим из них удалось привить своим детям национальные чувства и обучить русскому языку. Их жизнь в цветущей Югославии не была безоблачной, власти затрудняли получение гражданства, неохотно шли на нострификацию дипломов, были проблемы с трудоустройством. При этом обучение на национальном языке в Сербии было невозможным вплоть до середины 1990-х годов, когда существовавшая с 1970-х годов школа при посольстве РФ в Сербии стала принимать граждан Сербии на обучение. Тогда же в 1990-е в Сербию прибыла новая волна русских эмигрантов «российская». В отличие от предыдущей, в ней (хотя и в небольшом числе) присутствовали мужчины. Таким образом, в Сербии вновь стали рождаться сербские граждане с русскими фамилиями, для которых основным языком был русский. Абсолютное большинство молодого (фертильного) поколения современных русскоязычных граждан Сербии — потомки «советской» и «российской» волн эмиграции.
Численность русских в Сербии по переписи населения 2011 года составила 3247 человек.

### Четвёртая волна эмиграции (с 2022)
По разным оценкам в 2022 году после вторжения России в Украину в Сербию переехало до 100 000 россиян. Часть эмигрантов являются противниками российского вторжения в Украину, часть — сотрудниками компаний, которые попали под международные санкции. На конец апреля 2023 года в Сербию въехало более 370 тысяч россиян. Не менее 30 000 из них на конец апреля 2023 года получили разрешение на временное проживание.
На февраль 2024 года число проживающих в Сербии россиян оценивалось в 150 000 человек.